# Arran
Arran (angolul: Isle of Arran, skót gaelül: Eilean Arainn) Skócia nyugati részén található sziget, az Alsó Firth of Clyde-szigetek legnagyobbika. Közigazgatásilag North Ayrshire egységes tanácsához tartozik. Lakóinak száma a 2001-es népszámlálás adatai szerint 5058 fő.

## Földrajz

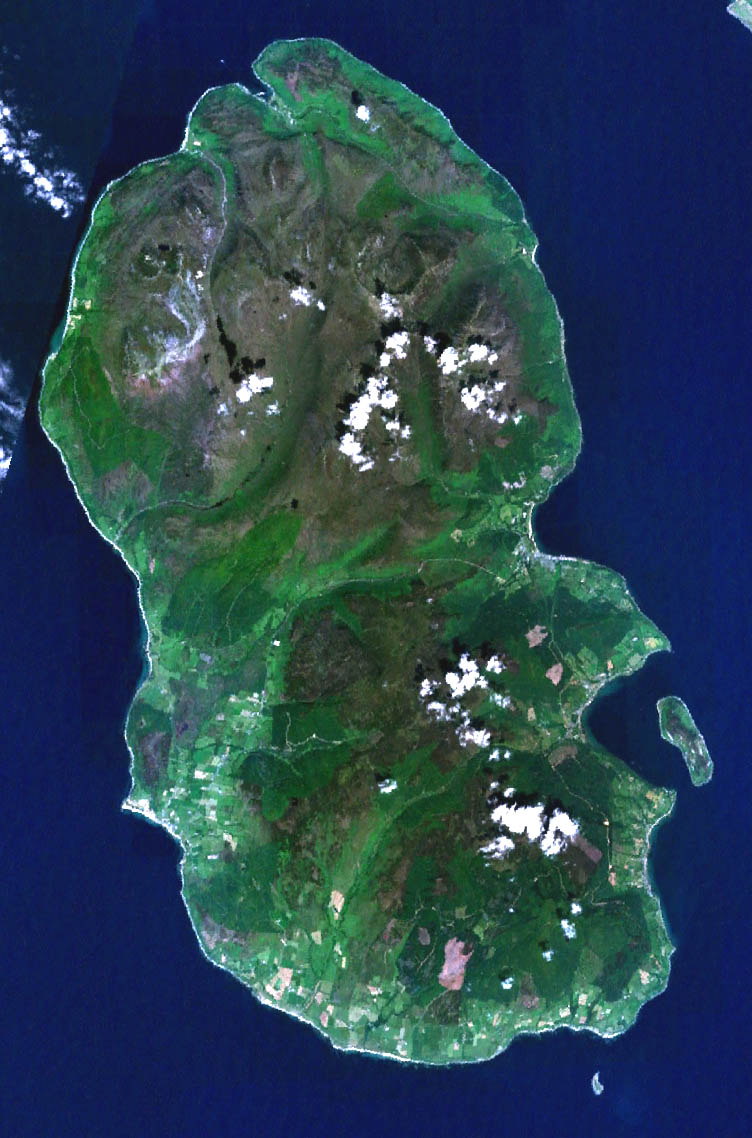
Műholdkép

A sziget a Firth of Clyde tengerágban fekszik. Legnagyobb falva Brodick (óészaki nyelven „széles öböl”), amelyet kompjárat köt össze a skót szárazfölddel. Brodick Castle Hamilton hercegének székhelye, ma a National Trust for Scotland tulajdona és a sziget fő turistalátványossága. (A másik látványosság a „Catacol 12 apostola”, 12, sorban álló fehér falú házacska a parton, amelyek mind különböző alakú, tengerre néző felső ablakkal rendelkeznek – a hagyomány szerint azért, hogy a tengeren halászó férfiak erről tudják, melyiküknek jeleznek a partról.) 
Arran északi részén számos hegy van. A legmagasabb ezek közül a 874 méteres Goat Fell. 
A szigeten három fő út van: az egyik körbefutja a szigetet, a String és a Ross utak pedig keresztülvágnak a dombjain.

## Története

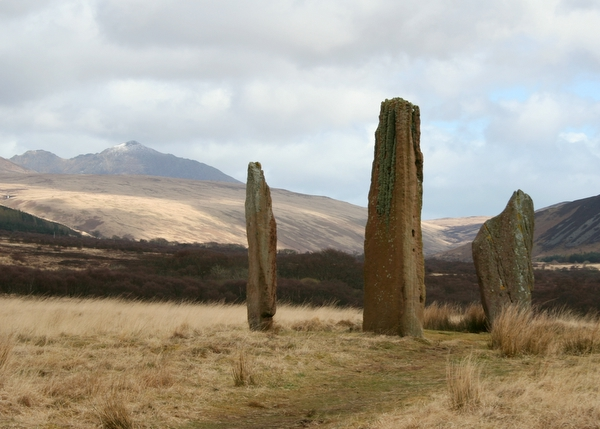
Macrhie Moor Standing Stones

A szigetet már a neolitikumban is lakták, erről számos kőkör tanúskodik, például Machrie Moor állókövei. A Szent Molio barlang ritka pikt nyelvű bevéséseket rejt.
A Bute szigettel együtt valószínűleg Arrant is britonok lakták, majd elfoglalták Dál Riata gaeljei. Később, mint a skót szigetek többsége, Norvégia birtoka lett és emiatt a mai helynevek közül sok viking eredetű. IV. Haakon norvég király, útban a largsi csatába, 1263-ban útba ejtette a szigetet. A csata után Arrant a Szigetek Lordjának adományozták.
Állítólag Szent Kolumba és Szent Ninian is jártak a szigeten. A 34 méter mély Királybarlangban (King's Cave) állítólag I. Róbert skót király (Robert the Bruce) is menedéket talált.

## Arran falvai

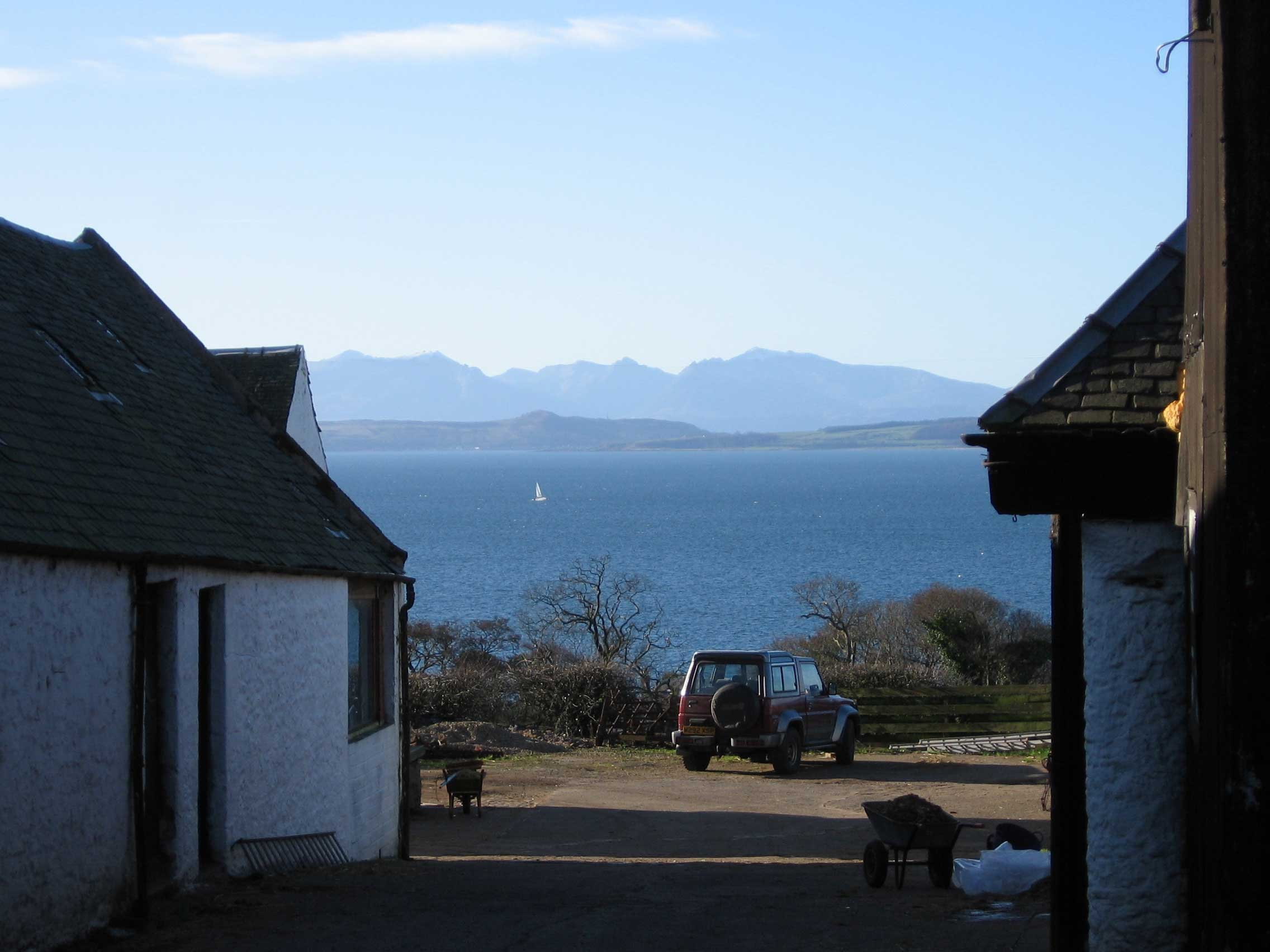
Észak-Arran hegyei látszanak a Bute sziget felett egy North Ayrshire-i farmról nézve

- Blackwaterfoot
- Brodick, a fő falu
- Catacol („a macskapatak”)
- Corrie
- Kildonan, a legdélebbi falu
- Kilmory
- Lamlash
- Lochranza
- Machrie
- Pirnmill
- Sannox („a homokos”)
- Shiskine
- Whiting Bay

## Gazdasági élete

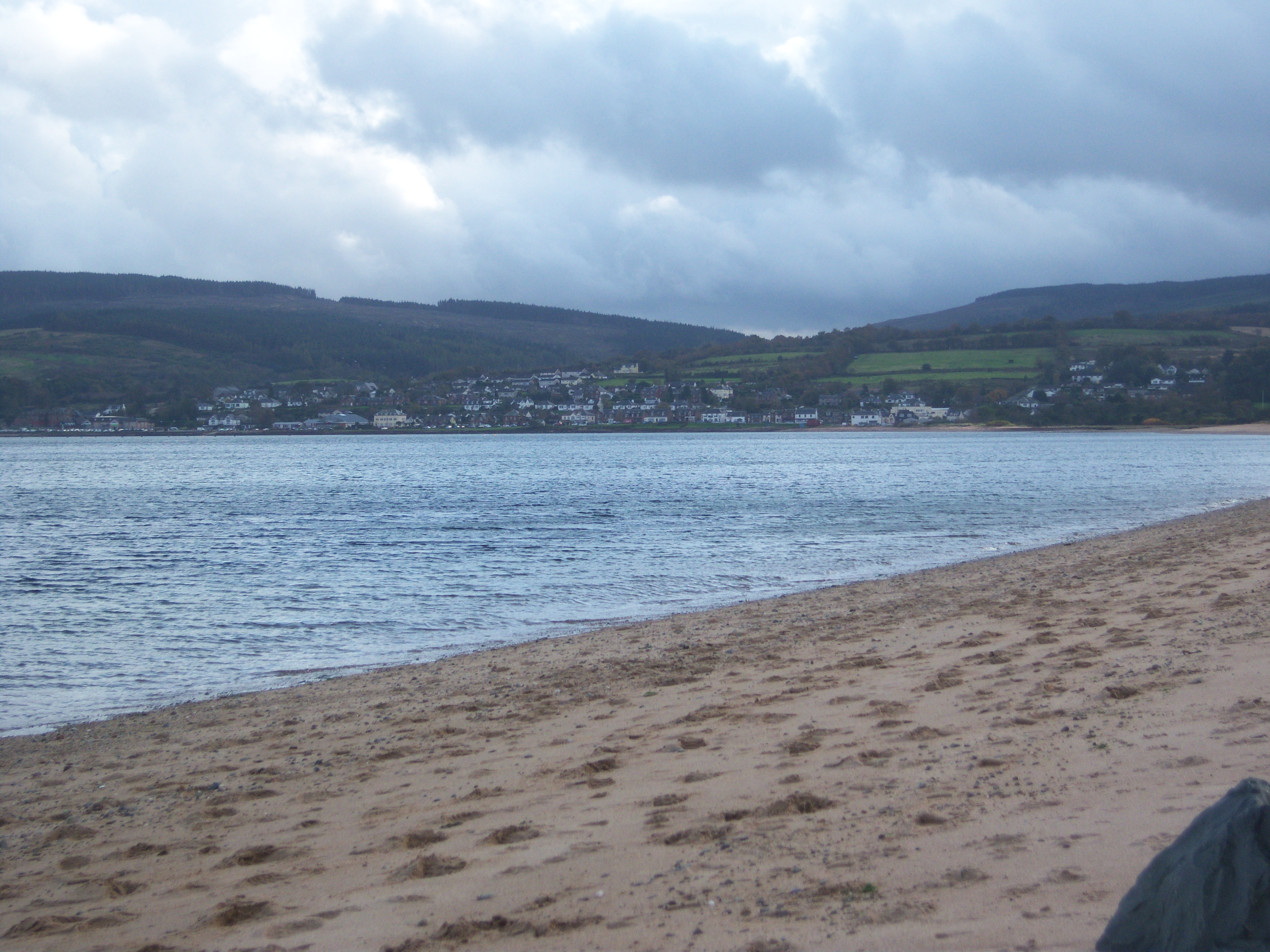
Brodick

Arran fő gazdasági ága a turizmus, de fontos a mezőgazdaság és az erdészet is. A szigeten whiskyt és az egész Egyesült Királyságban árusított söröket is készítenek.

## Híres arraniak
- Skócia korábbi első minisztere (2001–2007), Jack McConnell Arranról származik.
- Itt nevelkedett nagyapjánál a skót üzletember, teozófus és antropozófus Daniel N. Dunlop is.